# Fumihiko Sori
Fumihiko Sori (曽利 文彦, Sori Fumihiko) est un réalisateur, producteur, scénariste et informaticien graphiste japonais né le 17 mai 1964 à Osaka.

## Filmographie

### Réalisateur
- 2002 : Ping pong (ピンポン, Pinpon?) (d'après le manga de Taiyō Matsumoto)
- 2007 : Vexille (ベクシル 2077日本鎖国, Bekushiru 2077 Nihon Sakoku?), projeté en ouverture du 60e festival international du film de Locarno
- 2008 : Ichi, la femme samouraï (いち, Ichi?)
- 2011 : Ashita no Joe (あしたのジョー, Ashita no Jō?)
- 2012 : Dragon Age: Dawn of the Seeker (ドラゴンエイジ ブラッドメイジの聖戦, Doragon eiji buraddo meiji no seisen?)
- 2017 : Fullmetal Alchemist (鋼の錬金術師, Hagane no renkinjutsushi?)
- 2024 : Bakin & Hokusai (八犬伝, Hakkenden?)

### Producteur
- 2004 : Appleseed (アップルシ－ド, Appurushīdo?)

### Scénariste
- 2007 : Vexille (ベクシル 2077日本鎖国, Bekushiru 2077 Nihon Sakoku?)

### Chargé d'animation graphique
- 1997 : Titanic (Animation numérique des personnages)